# Lilia (botânica)

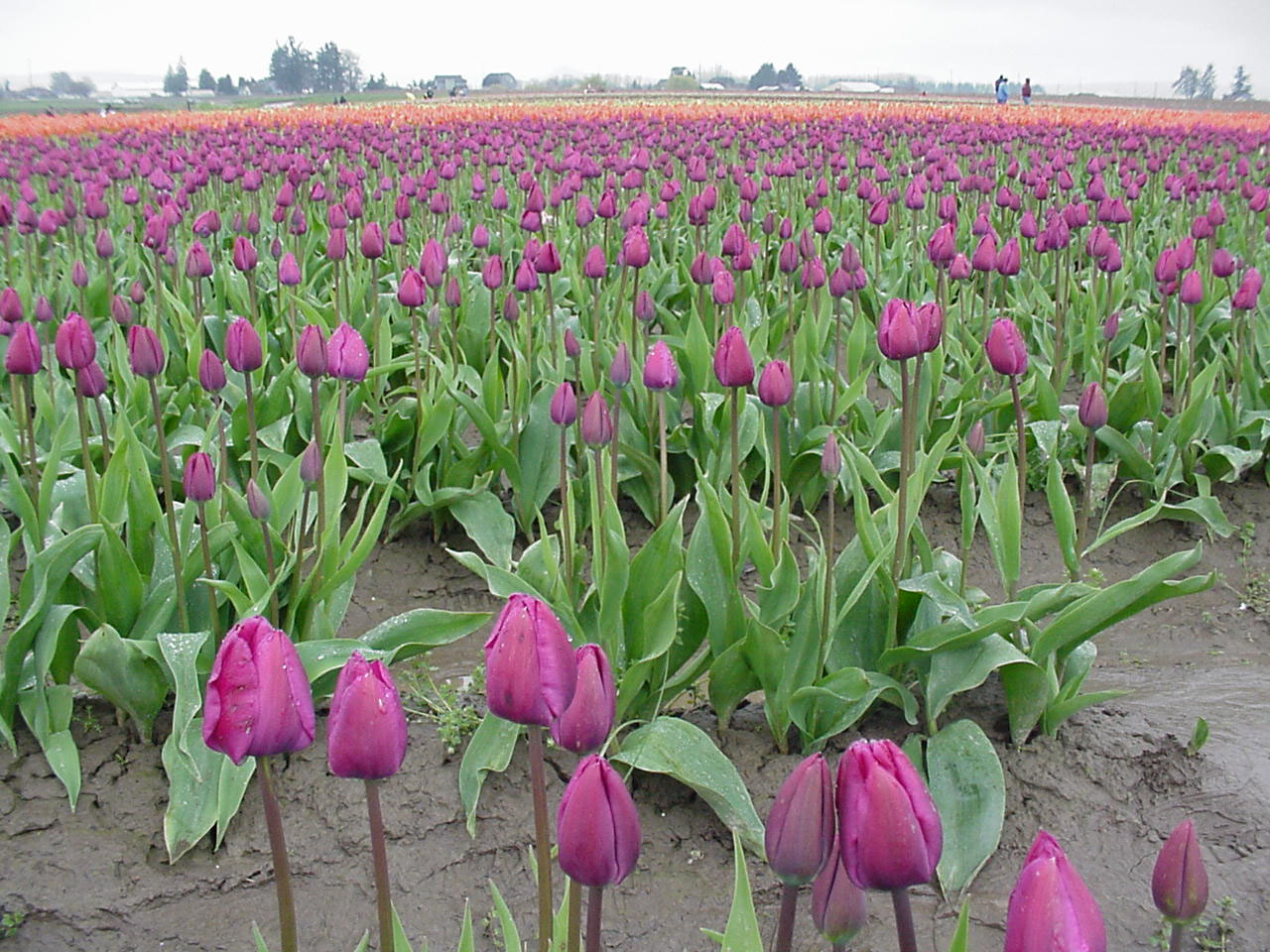
Tulipa

Lilia, na classificação taxonômica de Jussieu (1789), é uma ordem botânica da classe Monocotyledones com estames perigínicos (quando os estames se inserem à volta do nível do ovário).
Apresenta os seguintes gêneros:
- Tulipa, Erythronium, Methonica, Uvularia, Fritillaria, Lialis.